# Lepidonotus purpureus
Lepidonotus purpureus är en ringmaskart som beskrevs av Thomas Henry Potts 1910. Lepidonotus purpureus ingår i släktet Lepidonotus och familjen Polynoidae. Inga underarter finns listade i Catalogue of Life.